# حاجيات (أصول فقة)
حاجيات (أصول فقة) يعد مفهوم الحاجيات من المفاهيم المنتشرة بين البشر في جميع المجتمعات عمومًا بحسب أحوالها الاقتصادية والاجتماعية والتفاوت بينها، وكذلك هو مفهوم منتشر عند الفقهاء المسلمين وعلماء أصول الفقه، ويعنون بها الأمور التي تقوم الحياة بدونها لكن مع مشقة شديدة تلحق الإنسان، كما أنه محتاج إليها من حيث التوسعة والراحة ورفع الضيق المؤدي غالباً إلى وقوع الحرج والمشقة، مما قد يفوِّتُ حكمتها ويضيِّعُ ثمرتها، لكن هذا الضيق لا يصل لدرجة مهلكة ومميتة ولكنه يؤدي للحرج الشديد غير المحتمل عادة، ويَرِدُ مصطلح (الحاجيات) في باب الأدلة المُخْتَلَفِ فيها، وباب المصلحة المُرْسَلَة من أبواب علم أصول الفقه عند علماء المسلمين، ولها أشكال عديدة. ومع وجود هذا المفهوم في الفكر الغربي ومدارس علم النفس الحديثة، إلا أنه تختلف فيه تقييم الحاجيات من حيث عدم اعتبار الحياة الأخروية وسعادتها، وعدم مراعاة اختلاف تفاوت الناس في الإشباع منها، لذا كانت هنالك فروق بين الحاجيات عند الفقهاء المسلمين ونظرية الحاجيات عند ماسلو كما سيأتي توضيحه.

## مفهوم الحاجيات عند علماء اللغة
الحاجيات: جمع حاجِي، نِسْبَةً إلى الحاجة وهي الفقر والخَلَّةُ، وأصل الاحتياجِ: الاضطرار إلى الشَّيء، ومن معانِي الحاجة أيضًا: المَصْلَحَة والخصاصة، قال الفيروزآبادي: (الاحتياج. وقد حاجَ واحْتَاجَ وأحْوَجَ، وأحْوَجْتُهُ، وبالضم: الفَقْرُ). 

## مفهوم الحاجيات عند علماء أصول الفقه
هي ما تقوم الحياة بدونها لكن مع مشقة شديدة تلحق المكلف.
في هذا يقول الشاطبي: (الحاجيات: معناها أنها مفتقر إليها من حيث التوسعة ورفع الضيق المؤدي في الغالب إلى الحرج والمشقة اللاحقة بفوت المطلوب، فإذا لم تراع دخل على المكلفين على الجملة الحرجُ والمشقةُ، ولكنه لا يبلغ مبلغَ الفسادِ العادي المتوقع في المصالح العامة، وهي جاريةٌ في العبادات، والعادات، والمعاملات، والجنايات). 

## مفهوم الحاجيات عند الفلاسفة
الحاجة هي: أن يكون الموجود على حال يفتقر فيها إلى ما هو ضروري لبلوغه غاية ما، سواء أ كانت تلك الغاية داخلية أم خارجية، معلومة لديه أم مجهولة.

## أشكال الحاجيات
إنّ الحاجيات هي وصف يتعلّق بالمصلحة العامّة كما تبيّن سابقًا، وهي لا تصل إلى مرحلة الضّرورة، ولكن تتضمّن العديد من الأشكال التي سيتم بيانها فيما يأتي

### الحاجيات في العبادات
إنّ الحاجيات في العبادات مظهر من مظاهر التيسير ودفع المشقّة والحرج عن العبد، فمن المعلوم أن الدّين الإسلامي جاء ميسرًا وسهلًا، ومن صور ذلك: قصر الصّلاة للمسافر، حيث قال الرّسول -عليه الصلاة والسّلام-: (فرض الله الصلاة حين فرضها، ركعتين ركعتين، في الحضر والسفر، فأقرت صلاة السفر، وزيد في صلاة الحضر). [صحيح البخاري، دار طوق النجاة (1/ 79)] ومثال ذلك أيضًا: فطر المسافر في رمضان، ودليل ذلك قول الرسول صلى الله عليه وسلم: (إنه ليس من البر أن تصوموا في السفر، وعليكم برخصة الله التي رخص لكم فاقبلوها). [سنن النسائي، مكتب المطبوعات الإسلامي (4/ 176)] 

### الحاجيات في المعاملات المالية
إنّ الشريعة الإسلاميّة عند المسلمين جاءت وأباحت العديد من المعاملات والعقود ضمن شروط حدّدتها، وذلك لحاجة الناس إليها ودفعًا للمشقة عنهم، ومثال ذلك بيع السّلم، حيث يُعرّف بأنّه بيع سلعة مؤجلة بثمن معجّل، فمن المعلوم أنّ أصل بيع السّلم محرّم؛ لأنّه يعتبر بيعًا لمعدوم. وصورة هذا البيع غير جائزة، لأنّ الشّرط الرّئيس للبيع هو وجود السّلعة، ودليل ذلك قول الرسول محمد -عليه السّلام-: (من أسلف في تمر، فليسلف في كيل معلوم، ووزن معلوم، إلى أجل معلوم). [صحيح مسلم، دار إحياء التراث العربي (3/ 1226)] ولكن أجازت الشريعة ذلك لدفع المشقة عن النّاس والحاجة في ذلك. ومن الأمثلة أيضًا على الحاجيات في المعاملات: الإجارة، فإنّ الأصل فيها عدم الجواز؛ بسبب وجود المنفعة المعدومة عند العقد، لكن أجازت الشريعة الإسلاميّة ذلك لحاجة النّاس إليها.

### الحاجيات في العاديات
أباحت الشريعة الإسلامية العديد من الأمور التي يُمكن أن يحتاج إليها الإنسان، كالتّمتّع بالطّيّبات، والأكل، والشّرب، والملبس، ومن ذلك إباحة الصّيد، ودليل ذلك قوله -تعالى-: {يَا أَيُّهَا الَّذِينَ آمَنُوا أَوْفُوا بِالْعُقُودِ أُحِلَّتْ لَكُمْ بَهِيمَةُ الْأَنْعَامِ إِلَّا مَا يُتْلَى عَلَيْكُمْ غَيْرَ مُحِلِّي الصَّيْدِ وَأَنْتُمْ حُرُمٌ إِنَّ اللَّهَ يَحْكُمُ مَا يُرِيدُ} [المائدة: 1]

### الحاجة التي تنزل منزلة الضرورة
(1) هي الحاجة الأصولية العامة، وقد ورد عن الشارع ما يفيد الترخيص للحاجة العامة؛ كمشروعية الإجارة، والاستصناع، والسَّلَم، وبالجملة: فإن كليات العقود لا تخرج عن الحاجيات.
(2) والحاجة الفقهية الخاصة، مثل: تضبيب الإناء بالفضة يجوز للحاجة، ولا يعتبر العجز عن غير الفضة، ولبس الحرير لمن به حاجة إليه كالجرب والحكة.

## مكملات الحاجيات في المقاصد
مكملات الحاجيات في المقاصد التي تتعلّق بحفظ الضروريات الثلاث
مكمل حاجي لحفظ الدّين: ومثال ذلك عندما شرع الله -تعالى- رخصة الصلاة في السّفر؛ دفعًا للمشقّة والحرج، ومثال ذلك أيضًا: الجمع بين الصّلاتين في المطر الشّديد.
مكمل حاجي لحفظ النّفس: ومثال ذلك الدية التي شُرعت على العاقلة؛ لتخفيف خطأ القاتل، حيث تمّ تشريعها على أن تُدفع متفرقة وبمبلغ يسير. 
مكمل حاجي لحفظ العقل: إنّ الأصل في شرب الخمر الحرمة، وذلك واضح في القرآن، ولكن أبيح شربها للضّرورة دفعًا للضرر، ويُمكن شربها بالقدر المطلوب، لأنّ الضّرورة تُقدّر بقدرها، حيث تُعدّ هذه القاعدة من القواعد الفقهية الكُبرى.
مكمل حاجي لحفظ النسل: إباحة زواج اللّذيْن لم يبلغا العمر المطلوب، بشرط وجود الكفاءة ومهر المثل، ليتمّ إتمام الزّواج على أكمل صورة.
مكمل حاجي لحفظ المال: كالأمثلة التي تمّ ذكرها من الإجارة والسلم، ومثال ذلك أيضًا: الإشهاد على البيع من أجل إتمامه، وكذلك المساقاة، والمزارعة، والقرض.

## الفروق بين الحاجيات عند فقهاء المسلمين ونظرية الحاجيات عند ماسلو
1- جاءت نظريّة ماسلو وتطبيقاتها خالية من أي أثر للعقيدة الربانيّة في هذه الحاجات، وهذا يرجع إلى طبيعة الفكر الغربيّ الذي يغلب عليه الطابع اللاديني المادي.
2 – في سلم ماسلو في ترتيب الحاجيات لا يجوز الصعود إلى السلم الآخر إلا بعد إشباع الحاجة الأدنى، دون مراعاة الاختلاف والتباين من شخص لآخر كما هو عند فقهاء المسلمين.
 3 -كل الحاجات التي ذكرها ماسلو في هرمه تكون خاضعة لضوابط وشروط عند فقهاء المسلمين بحيث لا تخرج عن الحد الطبيعي فتؤثر على بقية الأفراد وتضر بهم.